# Люнье-По, Орельен
Орелье́н Франсуа́ Мари́ Люнье́-По (фр. Aurélien François Marie Lugné-Poë, 27 декабря 1869, Париж — 19 июня 1940, Вильнёв-лез-Авиньон, Гар) — французский театральный актёр и режиссёр, один из реформаторов французского театра конца XIX—начала XX вв. наряду — и в полемике — с Андре Антуаном. Взял вторую фамилию в знак преклонения перед личностью и творчеством Эдгара По.

## Биография
Учился в Высшей национальной консерватории театрального искусства; ученик Густава Вормса.
Поступил в труппу Свободного театра А. Антуана, затем в труппу Художественного театра (или Театра искусства), созданного Полем Фором. В 1893 вместе с Камилем Моклером, Морисом Метерлинком и Эдуаром Вюйаром основал театр Эвр (Творческий театр), в полемике с натуралистическим театром А. Антуана отстаивавший принципы символизма (с 1909 Люнье-По издавал журнальное Обозрение Творческого театра). В декабре 1893 спектакли Творческого театра открылись постановкой драмы Метерлинка «Пелеас и Мелисанда». Поставил драмы Уильяма Шекспира, Максима Горького, Герхарта Гауптмана, Юхана Августа Стриндберга, Генрика Ибсена, Бьёрнсона, Вилье де Лиль-Адана, Оскара Уайльда, Эмиля Верхарна, Андре Жида, Поля Клоделя, «Короля Убю» Альфреда Жарри (в заглавной роли Фирмен Жемье, постановка вызвала общественный скандал).
Играл в театре и кино. Жена — актриса театра и кино Сюзанна Депре (1873—1951).

## Литературное творчество
Оставил мемуары о своём театральном пути.

## Творческие связи
Издана переписка Люнье-По с Полем Клоделем и Роменом Ролланом.

## Публикации на русском языке
- Парад. Театральные воспоминания и впечатления// Французский символизм. Драматургия и театр. СПб: Гуманитарная академия; Гиперион, 2000, с. 165—222